# Probles flavipes
Probles flavipes är en stekelart som först beskrevs av Szepligeti 1899.  Probles flavipes ingår i släktet Probles och familjen brokparasitsteklar. Inga underarter finns listade i Catalogue of Life.